# Sunnerbo kontrakt
Sunnerbo kontrakt var ett kontrakt i Växjö stift inom Svenska kyrkan i Kronobergs län. Kontraktets upplöstes 2012 och dess församlingar överfördes till Allbo-Sunnerbo kontrakt.
Kontraktskoden var 0603.

## Administrativ historik
Kontraktet bestod av
- Göteryds församling
- Pjätteryds församling
- Hallaryds församling
- Traryds församling
- Hinneryds församling
- Markaryds församling
- Berga församling
- Vittaryds församling
- Dörarps församling
- Ryssby församling
- Tutaryds församling
- Agunnaryds församling
- Södra Ljunga församling
- Hamneda församling som 2006 uppgick i Södra Ljunga församling
- Kånna församling som 2006 uppgick i Södra Ljunga församling
- Nöttja församling som 2006 uppgick i Södra Ljunga församling
- Lidhults församling som mellan 1962 och 1992 ingick i Västbo södra kontrakt
- Odensjö församling som mellan 1962 och 1992 ingick i Västbo södra kontrakt
- Vrå församling som mellan 1962 och 1992 ingick i Västbo södra kontrakt
- Annerstads församling
- Torpa församling
- Ljungby församling
- Angelstads församling

Från 1974 tillkom
- Bolmsö församling från Västbo södra kontrakt
- Tannåkers församling från Västbo norra kontrakt

2002 tillkom
- Ljungby Maria församling